# کوه هزار دره
هزار دره، کوهستانی میان شهرستان کیار، شهرستان لردگان و شهرستان بروجن در استان چهارمحال و بختیاری است. کوه هزار دره از شمال به دشت گندمان، از شمال غربی به سبزکوه و در دامنه جنوبی آن، رودخانه کره بس در جریان است.
آبشار تنگ زندان، هزار دره را از سبزکوه جدا می‌کند. کوهستان هزار دره، بیش از ۱۷ قله بالای ۳٫۶۰۰ متر ارتفاع دارد. بلندای قله اصلی هزار دره ۳٫۸۷۴ متر از سطح آب‌های آزاد ارتفاع دارد.